# The Eternal Idol
The Eternal Idol ist das 13. Studioalbum der britischen Heavy-Metal-Band Black Sabbath. Es wurde im November 1987 veröffentlicht.

## Entstehung
Erstmals sang Tony Martin auf einem Black-Sabbath-Album. Ray Gillen hatte die Band kurz nach dem Beginn der Aufnahmesessions in den Air Studios auf Montserrat mit Produzent Jeff Glixman verlassen. So wurde der Gesang kurz vor dem Ende der Aufnahmen von Martin reproduziert, der half, das Albumprojekt zu retten. Auch sonst wirkten bei dem chaotischen, oft unterbrochenen Aufnahmeprozess weitere Gastmusiker und -produzenten mit, darunter Bev Bevan für einige Becken-Overdubs. Statt des angegebenen Dave Spitz spielte Bob Daisley den Bass.
Das Albencover zeigt eine Nachbildung von Auguste Rodins Skulptur „Das ewige Idol“ (französisch L'Éternelle idole) aus dem Jahr 1889. Da die Rechte zur Verwendung einer Fotografie des Originals nicht erworben werden konnten, wurde die Pose der beiden Figuren mit zwei Fotomodellen nachgestellt.
2010 wurde das Album als Doppel-CD wiederveröffentlicht. Die zweite CD enthielt eine Aufnahmesession des Albums mit Ray Gillen.

## Rezeption
Eduardo Rivadavia von Allmusic beschrieb The Eternal Idol als das „vielleicht unterbewertetste Werk von Black Sabbath und das beste ohne Ozzy Osbourne oder Ronnie James Dio am Mikrofon“. Er vergab drei von fünf Sternen.

## Titelliste

### Seite eins
1. The Shining – 6:00
2. Ancient Warrior – 5:28
3. Hard Life to Love – 5:00
4. Glory Ride – 4:49

### Seite zwei
1. Born to Lose – 3:43
2. Nightmare – 5:19
3. Scarlet Pimpernel (instrumental) – 2:05
4. Lost Forever – 4:03
5. Eternal Idol – 6:33

### Deluxe-Edition 2010, Disc 1, Bonustitel
1. Black Moon (Single-B-Seite)
2. Some Kind of Woman (Single-B-Seite)

### Deluxe-Edition 2010, CD 2
Diese Album-Session wurde mit Ray Gillen aufgenommen.
1. Glory Ride
2. Born to Lose
3. Lost Forever
4. Eternal Idol
5. The Shining
6. Hard Life to Love
7. Nightmare
8. Ancient Warrior